# Kurt Kohn
Kurt Kohn (* 1944 in Gescher) ist ein deutscher Linguist. Bis zu seiner Emeritierung lehrte er als Universitätsprofessor an der philologischen Fakultät der Eberhard Karls Universität Tübingen im Bereich der angewandten und englischen Sprachwissenschaft.

## Leben und Wirken
Kurt Kohn wurde 1944 in Gescher (Nordrhein-Westfalen) geboren. Von 1973 bis 1983 arbeitete er als Forscher und Dozent an der Universität Konstanz, an der er sich im Jahre 1980 in Englischer und Angewandter Sprachwissenschaft habilitierte. Nach seiner Arbeit an der Universität Konstanz war er von 1983 bis 1993 als Professor für Übersetzungswissenschaft am Institut für Übersetzen und Dolmetschen (IÜD) der Universität Heidelberg tätig. Gleichzeitig war er von 1990 bis 1993 Ehren-Gastprofessor an der University of Surrey in Guildford (England). Von 1993 bis zu seiner Emeritierung hatte er einen Lehrstuhl für Englische und Angewandte Sprachwissenschaft an der Eberhard Karls Universität Tübingen.
Kurt Kohns Forschungsschwerpunkte umfassen Zweitsprachenforschung, computergestütztes Lehren und Lernen von Sprachen (e-learning/blended learning), Psycholinguistik des Zweitsprachenerwerbs, interkulturelle Kommunikation, Übersetzungs- und Dolmetschwissenschaft, Fachsprachen, Terminologie sowie die pädagogischen Aspekte des Englischen als Lingua Franca.
Einen wichtigen Teil seines Wirkens bilden jedoch anwendungsbezogene Projekte im Bereich des multimedia- und webgestützten Zweitsprachenerwerbs. Diese kommen vor allem bei den Projekten TELOS und Steinbeis-Transferzentrum Sprachlernmedien zum Vorschein, wobei er beim Letzteren Gründungsdirektor ist.
Zudem haben auch Kooperationen zwischen Wissenschaft und Wirtschaft Unterstützung Kurt Kohns erfahren.
Im Jahre 2009 wurden er und sein umfangreiches Wirken zum Thema einer Festschrift.
Darüber hinaus ist er an Programmen für multimediales Content Authoring sowie an mehreren Projekten im Rahmen des Lifelong-Learning-Programms (LLP) der Europäischen Union beteiligt, das unter anderem Förderprogramme wie Comenius und Leonardo umfasst. Dazu zählen unter anderem:
- BACKBONE – 2009 bis 2011
- CIP (Communication in International Projects) – 2004 bis 2007
- DEUMA (Deutsch im Maschinenbau) – 2001 bis 2004
- EVIVA (Evaluating the Education of Interpreters & their Clients through Virtual Learning Activities) – 2013 bis 2014
- icEurope (Intercultural Communication in Europe) – 2008 bis 2011
- INCA (Intercultural Competence Assessment) – 2001 bis 2004
- IVY (Interpreting in Virtual Reality) – 2011 bis 2013
- TALL (Teaching Autonomy in Language Learning) – 1998 bis 2001
- TELF (Tübingen English as a Lingua Franca) – seit 2006
- TELOS (Telematics Enhanced Language Learning and Tutoring Systems) – 1996 bis 1998
- TILA (Telecollaboration for Intercultural Language Acquisition) – 2013 bis 2015
- ViKiS (Video conference interpreting with integrated simultaneous interpreting) – 1996 bis 1998

## Publikationen (Auswahl)
- Was der Lerner nicht weiß, macht ihn nicht heiß. In: Linguistische Berichte 64. Wiesbaden: Vieweg, 1979.
- Fachsprache und Fachübersetzen. Psycholinguistische Dimensionen der Fachsprachenforschung. In: GNUTZMANN, Claus (Hrsg.): Neue Perspektiven des fachbezogenen Fremdsprachenunterrichts. Tübingen: Narr, 1988.
- Terminological knowledge for translation purposes. In: ARNTZ, Reiner; THOME, Gisela (Hrsg.): Übersetzungswissenschaft. Ergebnisse und Perspektiven. Festschrift für Wolfram Wilss zum 65. Geburtstag. Tübingen: Narr, 1990.
- Dimensionen lernersprachlicher Performanz. Theoretische und empirische Untersuchungen zum Zweitsprachenerwerb. Tübingen: Narr, 1990.
- Bemerkungen zur Kollokationsproblematik. In: ANSCHÜTZ, Susanne (Hrsg.): Texte, Sätze, Wörter und Moneme. Festschrift für Klaus Heger zum 65. Geburtstag. Heidelberg: Heidelberger Orientverlag, 1992.
- [mit RIEDER, Angelika] Telos Language Learning: User Needs and Telemedia Explorations. In: HOGAN-BRUN, Gabrielle; JUNG, Udo (Hrsg.): Media, Multimedia, Omnimedia. Frankfurt am Main: Peter Lang, 1999.
- Zur Rolle des Übersetzens beim Sprachenlernern. HOUSE, Juliane; KOLLER, Werner; SCHUBERT, Klaus (Hrsg.): Neue Perspektiven in der Übersetzungs- und Dolmetschwissenschaft. Festschrift für Heidrun Gerzymisch-Arbogast zum 60. Geburtstag. Bochum: AKS, 2004.
- [mit BRAUN, Sabine] (Hrsg.): Sprache(n) in der Wissensgesellschaft. Proceedings der 34. Jahrestagung der Gesellschaft für Angewandte Linguistik. Frankfurt am Main: Peter Lang, 2005.
- [mit BRAUN, Sabine; MUKHERJEE, Joybrato] (Hrsg.): Corpus Technology and Language Pedagogy: New Resources, New Tools, New Methods. Frankfurt am Main: Peter Lang, 2006.
- Englisch als globale Lingua Franca. Eine Herausforderung für die Schule. In: ANSTATT, Tanja (Hrsg.): Mehrsprachigkeit bei Kindern und Erwachsenen. Tübingen: Narr, 2007.
- Telos Language Partner: 'Do it yourself' authoring for content-based language learning. In: GIMENO, Ana (Hrsg.): Computer Assisted Language Learning: Authoring Tools for Web-Based CALL. Valencia: Editorial de la Universidad Politécnica de Valencia, 2008.
- [mit HOFFSTAEDTER, Petra; WIDMANN, Johannes] BACKBONE – Pedagogic Corpora for Content & Language Integrated Learning. In: Proceedings of the EUROCALL Conference, Valencia-Gandia, 9-12 Sept 2009. London: Macmillan ELT, 2011.
- [mit BRAUN, Sabine] Towards a pedagogic corpus approach to business and community interpreter training. In: AHRENS, Barbara; ALBL-MIKASA, Michaela; SASSE, Claudia (Hrsg.): Dolmetschqualität in Praxis, Lehre und Forschung. Festschrift für Sylvia Kalina. Tübingen: Narr, 2012.
- A pedagogical space for English as a lingua franca in the English classroom. In: BAYYURT, Yasemin; AKCAN, Sumru (Hrsg.): Current perspectives on pedagogy for ELF. New York: De Gruyter Mouton, 2014.